# Cuaespinós costaner
El cuaespinós costaner (Leptasthenura aegithaloides) és una espècie d'ocell de la família dels furnàrids (Furnariidae).

## Hàbitat i distribució
Habita zones àrides de matolls i cactus, a les terres baixes i muntanyesdel sud de Perú, centre i sud de Bolívia, Xile i Argentina.

## Taxonomia
S'han descrit quatre subespècies:
- L. a. grisescens Hellmayr, 1925. De la zona costanera del sud de Perú i nord de Xile.
- L. a. berlepschi Hartert, 1909. Més cap a l'interior que l'anterior, al sud de Perú, oest de Bolivia, nord de Xile i nord-oest de l'Argentina.
- L. a. aegithaloides (Kittlitz, 1830). Xile central.
- L. a. pallida Dabbene, 1920. Oest i centre de l'Argentina i sud de Xile.

Altres autors però, consideren que en realitat són tres espècies diferents:
- Leptasthenura aegithaloides, sensu stricto (inclou grisescens) - cuaespinós costaner.[3]
- Leptasthenura berlepschi - cuaespinós de Berlepsch.[4]
- Leptasthenura pallida - cuaespinós pàl·lid.[5]